# The Home Team
The Home Team (englisch Die Heimmannschaft) ist eine US-amerikanische Rock-Band aus Seattle, Washington. 

## Geschichte
Der Gitarrist John Baran und der Schlagzeuger Daniel Matson spielten Anfang der 2010er Jahre gemeinsam in einer Hardcore- sowie verschiedenen Metal-Bands. Zwischenzeitlich schrieb John Baran einige Pop-Punk-Songs, die er gemeinsam mit Matson nebenbei ausarbeitete. Nachdem sich die Bands, in denen beide nebenbei spielten auflösten, wurde im Jahre 2013 schließlich die Band The Home Team gegründet. Die erste Besetzung wurde durch den Gitarristen Ryan Murgatroyd, dem Bassisten Rob Saireh und einem namentlich nicht bekannten Sänger komplettiert. Ein Jahr nach der Bandgründung veröffentlichte die Band ihre erste EP Black Sheep. Ein Jahr später verließ der Sänger die Band und wurde durch Brian Butcher ersetzt, mit dem die Band im Jahre 2016 ihre zweite EP Burning Gold / Letters from a Friend veröffentlichte. Am 20. Juli 2018 veröffentlichte die Band über Revival Recordings ihr selbst produziertes Debütalbum Better Off. Ein Jahr später verließ der Bassist Rob Saireh die Band und wurde durch Ryne Olson ersetzt. Das zweite Studioalbum Slow Bloom wurde vom Issues-Bassisten Skyler Accord produziert und am 22. Oktober 2021 veröffentlicht. Im März 2023 unterzeichneten The Home Team einen neuen Vertrag bei Thriller Records. Das dritte Studioalbum The Crucible of Life erschien am 12. Juli 2024.

## Stil
Auch wenn die Band in erster Linie vom Pop-Punk und Metal beeinflusst ist, fügte sie Elemente aus verschiedenen anderen Genres wie Rhythm and Blues, Popmusik, Funk oder japanische Rockmusik in ihre Musik ein. The Home Team bezeichnen ihren Stil selbst als „Heavy Pop“. Die Texte handeln von den Kämpfen, die eine Musikerkarriere auf das Privatleben und Beziehungen hat. Rachel Roberts vom britischen Magazin Kerrang schrieb über das Album The Crucible of Life, dass die Band die gewagte Lyrik der Deftones in die Welt des federnden Pop-Rock bringt. Sie verglich The Home Team mit Bands wie Don Broco, The Maine und Panic! at the Disco.

## Diskografie
Alben
- 2018: Better Off
- 2021: Slow Bloom
- 2024: The Crucible of Life

EPs
- 2014: Black Sheep
- 2016: Burning Gold / Letters from a Friend